# Hydrelia aggerata
Hydrelia aggerata is een vlinder uit de familie van de spanners (Geometridae). De wetenschappelijke naam van de soort is voor het eerst geldig gepubliceerd door Prout.